# Arda Havar
Arda Havar (Amsterdam, 6 september 1986) is een Nederlandse profvoetballer van Turks-Koerdische komaf die als middenvelder speelt. Hij beschikt ook over de Turkse nationaliteit.

## Clubcarrière
Havar speelde in de jeugd bij FNC, OJC Rosmalen, FC Den Bosch en wederom OJC Rosmalen. Daar kwam hij ook in het eerste elftal. In de zomer van 2010 ging hij bij Kozakken Boys spelen. Deze ploeg verliet hij drie jaar later om te gaan voetballen bij SV Real Lunet waarmee hij tweemaal promoveerde. Tijdens diezelfde periode speelde Havar ook voor zaalvoetbalclub FCK/De Hommel uit 's-Hertogenbosch. Naast het voetbal was hij zelfstandig pakketbezorger. In juli 2015 kwam hij op 28-jarige leeftijd in het betaald voetbal en werd hij gecontracteerd door FC Den Bosch. Hij maakte zijn debuut voor die club op 7 augustus 2015 in de wedstrijd tegen Fortuna Sittard. Op 21 augustus 2015 maakte Havar, in de wedstrijd tegen FC Emmen (3-0) zijn eerste doelpunt in het betaalde voetbal. Medio 2017 verruilde hij Kastamonuspor, waar hij sinds begin 2017 in de 2. Lig speelde, voor Diyarbekirspor dat uitkwam in de 3. Lig. In het seizoen 2018/19 ging Havar voor De Treffers in de Tweede divisie spelen. Eind december 2018 verliet hij de club. Hij maakte het seizoen af bij tweedeklasser Real Lunet.

## Statistieken
| Seizoen                  | Club           | Land           | Competitie     | Competitie | Competitie | Beker | Beker | Totaal | Totaal |
| Seizoen                  | Club           | Land           | Competitie     | Wed.       | Dlp.       | Wed.  | Dlp.  | Wed.   | Dlp.   |
| ------------------------ | -------------- | -------------- | -------------- | ---------- | ---------- | ----- | ----- | ------ | ------ |
| 2015/16                  | FC Den Bosch   | Nederland      | Eerste divisie | 34         | 8          | 4     | 1     | 38     | 9      |
| Carrièretotaal           | Carrièretotaal | Carrièretotaal | Carrièretotaal | 34         | 8          | 4     | 1     | 38     | 9      |
| Bijgewerkt op 6 mei 2016 |                |                |                |            |            |       |       |        |        |

## Trivia
- Havar heeft een grote tatoeage op zijn rug met de naam Havar en nummer 10.[4] In een interview met Voetbal International zei hij daarover: "Ik speel met nummer 25, maar ben een nummer 10".[5] In het seizoen 2016/17 speelde hij met rugnummer 10 bij FC Den Bosch.
- Havar werd na zijn voetbalcarrière dakdekker.[6]